# Saint-Martin-d’Estréaux
Saint-Martin-d’Estréaux ist eine französische Gemeinde mit 850 Einwohnern (Stand: 1. Januar 2022) im Département Loire in der Region Auvergne-Rhône-Alpes. Sie gehört zum Arrondissement Roanne und zum Kanton Renaison.

## Geographie
Saint-Martin-d’Estréaux liegt rund 28 Kilometer nordwestlich von Roanne im Weinbaugebiet Côte Roannaise, das sich an den Abhängen der Bergkette Monts de la Madeleine erstreckt. Umgeben wird Saint-Martin-d’Estréaux von den Nachbargemeinden Montaiguët-en-Forez im Norden, Sail-les-Bains im Norden und Nordosten, Urbise im Nordosten, La Pacaudière im Osten und Südosten, Le Crozet und Saint-Bonnet-des-Quarts im Süden, Saint-Pierre-Laval im Westen sowie Andelaroche im Nordwesten.
Auf dem Gemeindegebiet von Saint-Martin-d’Estréaux befand sich der Bahnhof Saint-Martin-Sail-les-Bains an der Bahnstrecke Moret-Veneux-les-Sablons–Lyon-Perrache, welcher heutzutage nicht mehr bedient wird.

## Bevölkerungsentwicklung
| Jahr                       | 1962 | 1968 | 1975 | 1982 | 1990 | 1999 | 2008 | 2017 |
| Einwohner                  | 1229 | 1232 | 1438 | 1279 | 1090 | 956  | 894  | 839  |
| Quellen: Cassini und INSEE |      |      |      |      |      |      |      |      |

## Sehenswürdigkeiten
- Kirche Saint-Martin
- Kriegerdenkmal für die Gefallenen des Ersten Weltkriegs: eines der wenigen von der Aussage her ausdrücklich antimilitaristischen Denkmäler - bei einer ganz konventionellen Gestaltung

## Weblinks

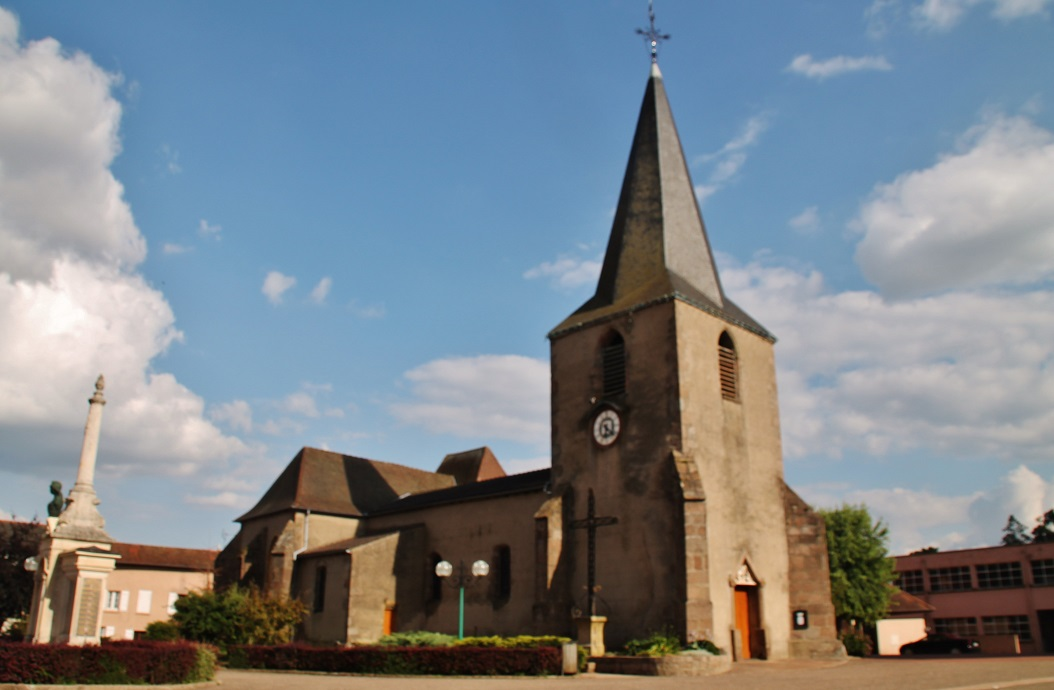
Kirche Saint-Martin